# 1-Methoxy-2-propanol
1-Methoxy-2-propanol (Handelsname: Dowanol) ist eine organisch-chemische Verbindung aus der Gruppe der Glycolether.

## Isomere
1-Methoxy-2-propanol ist chiral, es gibt also ein (R)-Enantiomer und ein (S)-Enantiomer. Wenn keine spezifische Angabe eines Isomers erfolgt, ist in der Regel das 1:1-Gemisch (Racemat) beider Enantiomere gemeint.
| Isomere von 1-Methoxy-2-propanol |                              |                              |
| Name                             | (S)-(+)-1-Methoxy-2-propanol | (R)-(−)-1-Methoxy-2-propanol |
| Strukturformel                   |                              |                              |
| CAS-Nummer                       | 26550-55-0                   | 4984-22-9                    |
| CAS-Nummer                       | 107-98-2 (unspez.)           |                              |
| EG-Nummer                        | 625-664-4                    | 628-460-3                    |
| EG-Nummer                        | 203-539-1 (unspez.)          |                              |
| ECHA-Infocard                    | 100.154.139                  | 100.156.728                  |
| ECHA-Infocard                    | 100.003.218 (unspez.)        |                              |
| PubChem                          | 6993459                      | 2733589                      |
| PubChem                          | 7900 (unspez.)               |                              |
| Wikidata                         | d:                           | d:                           |
| Wikidata                         | Q1884806 (unspez.)           |                              |

## Gewinnung und Darstellung
Es wird durch Reaktion von Propylenoxid und Methanol hergestellt. Das unerwünschte Isomer 2-Methoxy-1-propanol (Sdp. 130 °C) entsteht im Unterschuss und wird destillativ abgetrennt. Mischfraktionen werden zur Herstellung von Dipropylenglycolethern eingesetzt.
Es entsteht als Nebenprodukt in großen Mengen bei der Herstellung von Hydroxypropylmethylcellulose (HPMC).

## Eigenschaften

### Physikalische Eigenschaften
Es ist eine farblose Flüssigkeit mit schwach süßlichem Geruch. Die Dampfdruckfunktion ergibt sich nach Antoine entsprechend log10(P) = A−(B/(T+C)) (P in kPa, T in K) mit A = 14,557, B = 3145,549 und C = −76,530 im Temperaturbereich von 342,3 bis 411,8 K. Es bildet mit 47…49 % (m/m) Wasser ein konstant bei 97 ± 0,5 °C siedendes Azeotrop. Mit 20 % Toluol bildet es ebenfalls ein destillativ untrennbares Azeotrop. Ein industrielles MP-Recycling ist möglich durch Membranfiltration oder destillativ durch Zusatz von Toluol als Wasserschlepper.

### Sicherheitstechnische Kenngrößen
1-Methoxy-2-propanol bildet leicht entzündliche Dampf-Luft-Gemische. Die Verbindung hat einen Flammpunkt bei 32 °C. Der Explosionsbereich liegt zwischen 1,6 Vol.‑% (68 g/m3) als untere Explosionsgrenze (UEG) und 13,1 Vol.‑% (491 g/m3) als obere Explosionsgrenze (OEG).) Hier ergibt sich ein oberer Explosionspunkt von 28 °C. Die Grenzspaltweite wurde mit 0,88 mm bestimmt. Es resultiert damit eine Zuordnung in die Explosionsgruppe IIB. Die Zündtemperatur beträgt 270 °C. Der Stoff fällt somit in die Temperaturklasse T3.

## Verwendung
Methoxypropanol wird als Lösungsmittel für Druckfarben, Verdünnungsmittel, Veredelungsmittel und zur Herstellung von Lacken verwendet. Es ist ein Standardlösemittel bei der Produktion von wasserlöslichen Kunstharzen. 2003 wurden in der EU ca. 190.000 Tonnen verarbeitet.

## Sicherheitshinweise
Die Verbindung hat eine sehr geringe akute Toxizität, ist gut biologisch abbaubar und hat ein geringes Potenzial für die Bioakkumulation. 1-Methoxy-2-propanol gilt nicht als umweltgefährdender Stoff.